# Nebelhorn Trophy de 2006
Nebelhorn Trophy de 2006 foi a trigésima oitava edição do Nebelhorn Trophy, um evento anual de patinação artística no gelo organizado pela União Alemã de Patinação no Gelo (em alemão:  Deutsche Eislauf-Union). A competição foi disputada entre os dias 28 de setembro e 1 de outubro, na cidade de Oberstdorf, Alemanha.

## Eventos
- Individual masculino
- Individual feminino
- Duplas
- Dança no gelo

## Medalhistas
| Evento                        | Ouro                                               | Prata                                            | Bronze                                       |
| Individual masculino detalhes | Tomáš Verner · República Tcheca                    | Parker Pennington · Estados Unidos               | Vaughn Chipeur · Canadá                      |
| Individual feminino detalhes  | Beatrisa Liang · Estados Unidos                    | Arina Martinova · Rússia                         | Katy Taylor · Estados Unidos                 |
| Duplas detalhes               | Brooke Castile · Benjamin Okolski · Estados Unidos | Julia Vlassov · Drew Meekins · Estados Unidos    | Angelika Pylkina · Niklas Hogner · Suécia    |
| Dança no gelo detalhes        | Sinead Kerr · John Kerr · Reino Unido              | Morgan Matthews · Maxim Zavozin · Estados Unidos | Alexandra Zaretski · Roman Zaretski · Israel |

## Resultados

### Individual masculino
| Pos.              | Nome                 | Nacionalidade    | Pontos | PC         | PL         |
| ----------------- | -------------------- | ---------------- | ------ | ---------- | ---------- |
| Medalha de ouro   | Tomáš Verner         | República Tcheca | 194.46 | 61.46 (1)  | 133.00 (1) |
| Medalha de prata  | Parker Pennington    | Estados Unidos   | 187.82 | 60.04 (2)  | 127.78 (2) |
| Medalha de bronze | Vaughn Chipeur       | Canadá           | 167.04 | 50.66 (10) | 116.38 (3) |
| 4                 | Denis Leushin        | Rússia           | 159.61 | 53.02 (6)  | 106.59 (5) |
| 5                 | Karel Zelenka        | Itália           | 156.22 | 52.98 (7)  | 103.24 (6) |
| 6                 | Clemens Brummer      | Alemanha         | 154.18 | 53.33 (5)  | 100.85 (8) |
| 7                 | Derrick Delmore      | Estados Unidos   | 154.16 | 57.30 (3)  | 96.86 (9)  |
| 8                 | Martin Liebers       | Alemanha         | 153.14 | 50.74 (9)  | 102.40 (7) |
| 9                 | Igor Macypura        | Eslováquia       | 149.34 | 40.11 (15) | 109.23 (4) |
| 10                | Maxime-Billy Fortin  | Canadá           | 149.11 | 53.77 (4)  | 95.34 (10) |
| 11                | Przemysław Domański  | Polônia          | 144.56 | 51.82 (8)  | 92.74 (11) |
| 12                | Ari-Pekka Nurmenkari | Finlândia        | 137.82 | 46.11 (11) | 91.71 (12) |
| 13                | Tobias Bayer         | Alemanha         | 131.09 | 44.74 (13) | 86.35 (14) |
| 14                | Tomáš Janečko        | República Tcheca | 125.62 | 45.18 (12) | 80.44 (15) |
| 15                | Thomas Paulson       | Reino Unido      | 123.40 | 33.91 (18) | 89.49 (13) |
| 16                | Sergei Kotov         | Israel           | 119.69 | 40.36 (14) | 79.33 (16) |
| 17                | Adrian Matei         | Romênia          | 113.65 | 37.01 (17) | 76.64 (17) |
| WD                | Trifun Zivanovic     | Sérvia           | —      | 39.88 (16) | — (WD)     |
| WD                | Kevin Van Der Perren | Bélgica          | —      | — (WD)     |            |

### Individual feminino
| Pos.              | Nome               | Nacionalidade  | Pontos | PC         | PL         |
| ----------------- | ------------------ | -------------- | ------ | ---------- | ---------- |
| Medalha de ouro   | Beatrisa Liang     | Estados Unidos | 150.76 | 53.89 (1)  | 96.87 (1)  |
| Medalha de prata  | Arina Martinova    | Rússia         | 132.04 | 46.03 (3)  | 86.01 (2)  |
| Medalha de bronze | Katy Taylor        | Estados Unidos | 130.22 | 45.61 (4)  | 84.61 (3)  |
| 4                 | Amanda Billings    | Canadá         | 123.57 | 46.77 (2)  | 76.80 (5)  |
| 5                 | Lina Johansson     | Suécia         | 114.90 | 35.18 (6)  | 79.72 (4)  |
| 6                 | Cindy Carquillat   | Suíça          | 106.14 | 39.02 (5)  | 67.12 (7)  |
| 7                 | Kristin Wieczorek  | Alemanha       | 101.00 | 32.79 (8)  | 68.21 (6)  |
| 8                 | Constanze Paulinus | Alemanha       | 98.62  | 31.50 (9)  | 67.12 (8)  |
| 9                 | Isabelle Piemann   | Bélgica        | 85.79  | 29.96 (10) | 55.83 (9)  |
| 10                | Sonia Radeva       | Bulgária       | 77.96  | 28.05 (11) | 49.91 (11) |
| 11                | Maria Balaba       | Letônia        | 76.82  | 24.39 (13) | 52.43 (10) |
| 12                | Cornelia Beyermann | Alemanha       | 74.31  | 26.30 (12) | 48.01 (12) |
| WD                | Karin Brandstätter | Áustria        | —      | 34.56 (7)  | — (WD)     |
| WD                | Ina Seterbakken    | Alemanha       | —      | — (WD)     |            |

### Duplas
| Pos.              | Nome                                 | Nacionalidade  | Pontos | PC         | PL         |
| ----------------- | ------------------------------------ | -------------- | ------ | ---------- | ---------- |
| Medalha de ouro   | Brooke Castile / Benjamin Okolski    | Estados Unidos | 144.98 | 44.89 (4)  | 100.09 (1) |
| Medalha de prata  | Julia Vlassov / Drew Meekins         | Estados Unidos | 141.12 | 46.97 (2)  | 94.15 (2)  |
| Medalha de bronze | Angelika Pylkina / Niklas Hogner     | Suécia         | 139.68 | 48.80 (1)  | 90.88 (3)  |
| 4                 | Mylène Brodeur / John Mattatall      | Canadá         | 135.85 | 46.93 (3)  | 88.92 (4)  |
| 5                 | Arina Ushakova / Sergei Karev        | Rússia         | 125.30 | 42.77 (5)  | 82.53 (5)  |
| 6                 | Jessica Miller / Ian Moram           | Canadá         | 124.39 | 42.23 (6)  | 82.16 (6)  |
| 7                 | Dominika Piątkowska / Dmitri Khromin | Polônia        | 113.57 | 39.71 (7)  | 73.86 (7)  |
| 8                 | Rumiana Spassova / Stanimir Todorov  | Bulgária       | 103.84 | 35.95 (9)  | 67.89 (8)  |
| 9                 | Stacey Kemp / David King             | Reino Unido    | 99.20  | 32.67 (10) | 66.53 (9)  |
| WD                | Julia Beloglazova / Andrei Bekh      | Ucrânia        | —      | 38.25 (8)  | — (WD)     |
| WD                | Mari Vartmann / Florian Just         | Alemanha       | —      | — (WD)     |            |

### Dança no gelo
| Pos.              | Nome                                         | Nacionalidade  | Pontos | DC         | DO         | DL         |
| ----------------- | -------------------------------------------- | -------------- | ------ | ---------- | ---------- | ---------- |
| Medalha de ouro   | Sinead Kerr / John Kerr                      | Reino Unido    | 166.20 | 31.89 (1)  | 51.65 (2)  | 82.66 (1)  |
| Medalha de prata  | Morgan Matthews / Maxim Zavozin              | Estados Unidos | 165.21 | 30.78 (2)  | 51.89 (1)  | 82.54 (2)  |
| Medalha de bronze | Alexandra Zaretski / Roman Zaretski          | Israel         | 156.67 | 30.28 (3)  | 49.34 (3)  | 77.05 (3)  |
| 4                 | Alexandra Kauc / Michał Zych                 | Polônia        | 145.68 | 28.23 (4)  | 44.84 (4)  | 72.61 (4)  |
| 5                 | Siobhan Karam / Joshua Mcgrath               | Canadá         | 137.55 | 26.87 (5)  | 43.09 (5)  | 67.59 (8)  |
| 6                 | Katherine Leigh Copely / Deividas Stagniūnas | Lituânia       | 135.71 | 24.15 (8)  | 42.45 (6)  | 69.11 (5)  |
| 7                 | Allie Hann-Mccurdy / Michael Coreno          | Canadá         | 133.45 | 24.42 (7)  | 41.14 (7)  | 67.89 (7)  |
| 8                 | Kate Slattery / Ghuen-Gun Lee                | Estados Unidos | 130.77 | 23.46 (9)  | 39.19 (9)  | 68.12 (6)  |
| 9                 | Phillipa Towler-Green / Phillip Poole        | Reino Unido    | 129.65 | 25.11 (6)  | 40.49 (8)  | 64.05 (9)  |
| 10                | Barbora Silná / Dmitri Matsjuk               | Áustria        | 115.23 | 22.62 (10) | 38.61 (10) | 54.00 (10) |
| 11                | Clover Zatzman / Aurimas Radisauskas         | Lituânia       | 97.20  | 17.61 (12) | 32.22 (11) | 47.37 (11) |
| 12                | Aleksandra Gott / Iliya Koreshev             | Estônia        | 90.68  | 17.67 (11) | 27.65 (12) | 45.36 (12) |

## Quadro de medalhas
| Ordem | País             | Medalha de ouro | Medalha de prata | Medalha de bronze |    | Ordem por total |
| ----- | ---------------- | --------------- | ---------------- | ----------------- | -- | --------------- |
| 1     | Estados Unidos   | 2               | 3                | 1                 | 6  | 1               |
| 2     | Reino Unido      | 1               |                  |                   | 1  | 2               |
| 2     | República Tcheca | 1               |                  |                   | 1  | 2               |
| 4     | Rússia           |                 | 1                |                   | 1  | 2               |
| 5     | Canadá           |                 |                  | 1                 | 1  | 2               |
| 5     | Israel           |                 |                  | 1                 | 1  | 2               |
| 5     | Suécia           |                 |                  | 1                 | 1  | 2               |
| TOTAL | TOTAL            | 4               | 4                | 4                 | 12 | —               |